# Simon Lazard (1901-2004)
Pour les articles homonymes, voir Simon Lazard.
Simon-Jean Lazard (22 novembre 1901 à Paris - 23 juillet 2004 à Paris) est un ingénieur, banquier et chef d'entreprises français.

## Biographie
Fils de Max Lazard et gendre de Paul Helbronner, il est élève du Lycée Janson-de-Sailly et diplômé de l'École polytechnique et de l'École des mines. Il débute comme ingénieur dans les Mines de la Sarre en 1925, puis comme attaché à la direction générale des Forges et Aciéries de Pompey de 1927 à 1933. Puis, il rejoint la Banque Lazard.
En 1939, il est mobilisé et affecté au service de l'État-Major, puis devient contrôleur principal de la main d'œuvre au ministère du Travail. En 1941, révoqué par le gouvernement de Vichy, il se réfugie dans un chalet savoyard avec sa famille de trois enfants,Roger , Solange , Monique,
À la Libération, il est nommé chargé de mission auprès du Commandant en chef français en Allemagne, puis du Commissariat général aux Affaires allemandes et autrichiennes. Dans ces fonctions, il s'est chargé du démantèlement d'IG Farben et a dirigé les services responsables du séquestre des usines situées en zone d'occupation française, dont celle de Ludwigshafen.
Simon Lazard dirige la délégation française chargée de superviser en Allemagne, conjointement avec les Britanniques et les Américains, la constitution de la BASF, de Bayer et d'Hoechst, issues de l'IG Farben.
Il est vice-président de l'administration de l'IG Farben Industrie A.G de 1948 à 1953, membre du conseil de surveillance de la BASF de 1952 à 1974, administrateur de la Compagnie française de produits chimiques et industriels du Sud-Est de 1954 à 1976, ingénieur-conseil à Air liquide de 1955 à 1974, membre du conseil d'administration de 1963 à 1971, puis membre du comité directeur de 1971 à 1988 de la Chambre franco-allemande de commerce et d'industrie de 1963 à 1971, président-directeur général de la Compagnie chimique de la Méditerranée (Cochimé) de 1966 à 1977, délégué général du Cercle franco-allemand de 1975 à 1988 et secrétaire général de l'Union chimique.

## Publications
- Tenir le cap dans l'imprévisible : souvenirs de Simon Lazard (1989)

### Sources
- Didier Lazard, Histoire de quatre générations. 1. Simon Lazard, Éditions du Félin, 1988
- Jean-Philippe Loi, Simon Lazard : un passé riche d'avenir, 2003
- Jean-François Eck, Les entreprises françaises face à l'Allemagne de 1945 à la fin des années 1960, 2003
- L'Industrie du pétrole en Europe, gaz-chimie, Volume 40, 1972
- Documents. Revue des questions allemandes, 2004